# Typisch Türkin?
Typisch Türkin? ist ein Gesellschaftsporträt von Hilal Sezgin, das 2006 bei Herder in Freiburg im Breisgau erschien. Das „Porträt einer neuen Generation“ von Deutschtürkinnen wurde von der Kritik unterschiedlich aufgenommen.

## Inhalt
Sezgin zeichnet in ihrem Werk auf der Basis von persönlich geführten Gesprächen Lebensbilder junger Türkinnen in Deutschland. Die 19 Porträtierten sind „Frauenärztin oder Popmusikerin, (…) Rechtsanwältin oder Hausfrau“, tragen Kopftuch oder nicht. Ebenfalls auf sehr unterschiedliche Weisen versuchen diese Frauen ihre türkischen Wurzeln mit ihrer Integration in Deutschland zu vereinigen. Zuletzt beantwortet die Autorin mit dem Spektrum an Frauenporträts, das sie aufbietet, gleichsam ihre den Titel des Buches bildende Frage: Typische Türkinnen – die gibt es ebenso wenig wie die typische Deutsche.

## Rezensionen
Für Daniel Bax von der taz füllt das Buch die Lücke zwischen „biografischer Bekenntnisliteratur“ und sozialwissenschaftlicher Publikation. Lobend erwähnt der Rezensent den Verzicht der Autorin auf „leichtfertige Verallgemeinerungen“. Vor allem aber komme die „Erfolgsgeschichte“ der Migration in der aktuellen Diskussion immer noch „viel zu kurz“. Das Buch könnte dazu beitragen, dass sich dies ein Stück weit ändert.
Cathrin Kahlweit von der Süddeutschen Zeitung dagegen langweilten die positiven Entwicklungen bezüglich junger türkischer Frauen in der deutschen Gesellschaft ein wenig. Erst wenn die Autorin bzw. ihre Gesprächspartnerinnen das „Phänomen der türkischen Parallelgesellschaft“ ansprächen, werde es ihr zufolge in dem Buch „dann doch sehr spannend“.
Mark Terkessidis schrieb für Literaturen, Sezgins Buch sei dankenswert: „Im besten Fall liest man dies (…) im Bus oder in der U-Bahn, schaut plötzlich die junge Frau auf dem Sitz gegenüber an, die man kurz zuvor noch für eine «typische Türkin» gehalten hat, und denkt: Die lebt in derselben Welt wie ich.“ Auch setzt er sich in seiner Rezension mit einem von einer der Porträtierten angesprochenen Problem in der Wahrnehmung der Mehrheitsgesellschaft auseinander:

„Gleich zu Beginn beschwert sich Gülbahar, dass man ihr ‚immer dieselben Fragen stelle – ob ich Moslem bin, wie es mit den Frauen ist in der Türkei‘. Und am Ende stellt sie fest: ‚Wenn du dich gut ausdrücken kannst und mit ihnen über Gott und die Welt diskutierst, dann bist du keine typische Türkin. Ohne Kopftuch, aber mit Bildung – das muss ja eine Ausnahme sein!‘ Doch Sezgins ‚Porträt einer neuen Generation‘ (…) handelt nicht von Ausnahmen, sondern von ganz normalen Frauen, solchen, die man kennt oder kennen lernen könnte. Wenn man denn bereit ist, sich vom Klischee der ‚typischen Türkin‘ zu trennen und Individuen zu entdecken.“